# توکاشیکی، اوکیناوا
توکاشیکی (渡嘉敷村 Tokashiki-son) یک روستا در ژاپن است که در استان اوکیناوا واقع شده‌است. توکاشیکی ۶۹۷ نفر جمعیت دارد.